# Ana-Cristina Calotescu
Ana-Cristina Calotescu (ur. 3 lipca 1983 w Târgoviște) – rumuńska szachistka, arcymistrzyni od 2005 roku.

## Kariera szachowa
Wielokrotnie występowała w mistrzostwach Rumunii juniorek w różnych kategoriach wiekowych, m.in. dwukrotnie zdobywając złote medale (2000 – do 20 lat oraz 2001 – do 18 lat). W latach 1993–2003 corocznie reprezentowała Rumunię na mistrzostwach świata i Europy juniorek, trzykrotnie zdobywając srebrne medale, w latach 1999 (Oropesa del Mar, MŚ do 16 lat), 2001 (Oropesa del Mar, MŚ do 18 lat) oraz 2003 (Nachiczewan, MŚ do 20 lat). Była również dwukrotną medalistką mistrzostw w szachach szybkich: srebrną (Paryż 1996, MŚ do 14 lat) i złotą (Budva 2003, ME do 20 lat).
W 2002 r. zadebiutowała w narodowej drużynie na szachowej olimpiadzie w Bledzie. W 2005 r. wystąpiła na drużynowych mistrzostwach Europy w Göteborgu, natomiast w 2006 – na olimpiadzie w Turynie.
W 2001 r. podzieliła II m. (za Iriną Czeluszkiną, wspólnie m.in. z Sanją Vuksanović) w kołowym turnieju w Belgradzie. Normy na tytuł arcymistrzyni wypełniła w latach 2003 (Nachiczewan, mistrzostwa świata juniorek do 20 lat, II m.), 2004 (Bukareszt, I m.) oraz 2005 (Bukareszt, I m.).
Najwyższy ranking w karierze osiągnęła 1 stycznia 2003 r., z wynikiem 2334 punktów zajmowała wówczas 5. miejsce wśród rumuńskich szachistek. Od 2006 r. nie uczestniczy w turniejach klasyfikowanych przez Międzynarodową Federację Szachową